# August Biebricher
Phillipp August Biebricher (* 4. Juni 1878 in Bleialf; † 26. Juni 1932 in Krefeld) war ein deutscher Architekt.

## Leben
August Biebricher erhielt seine Berufsausbildung an der Baugewerkschule Gießen und an der Technischen Hochschule Darmstadt. Zu seinen ersten beruflichen Stationen zählte auch eine Anstellung im Büro des Architekten Ludwig Hofmann in Herborn, in dessen Auftrag er 1900/1901 als Bauleiter für die nach Hofmanns Entwurf ausgeführte Pauluskirche nach Krefeld kam. 1905 arbeitete Biebricher im Büro von Peter Behrens in Düsseldorf, erhielt aber schon bald einen Lehrauftrag für Architektur und Raumkunst an der 1904 gegründeten Handwerker- und Kunstgewerbeschule Krefeld (spätere Werkkunstschule Krefeld). 1906 wurde dieser Lehrauftrag in eine Festanstellung umgewandelt.
1908 heiratete er Anna Scheibler (* 15. Dezember 1883), die einer ortsansässigen, angesehenen mennonitischen Fabrikantenfamilie entstammte; dieser Ehe entsprangen zwei Töchter, Sophie Charlotte (* 26. Mai 1909) und Frieda Margarete (* 21. September 1914).
Spätestens durch die Heirat war Biebricher in die bürgerliche Gesellschaft Krefelds integriert, großen Raum in seinem Schaffen nahmen repräsentative Wohnhäuser bzw. Villen für wohlhabende Bauherren in Krefeld und Umgebung ein. Zum Bekanntenkreis zählten z. B. auch der Bauingenieur und Krefelder Beigeordnete Hubert Hentrich. Dessen Sohn Helmut Hentrich (1905–2001) sowie Heinrich Bartmann (1898–1982) machten in Biebrichers Büro erste praktische Erfahrungen mit dem Architektenberuf.
Wohl schon sehr früh wurde Biebricher in den 1907 gegründeten Deutschen Werkbund (DWB) berufen.  1919 folgte die Berufung in den Bund Deutscher Architekten (BDA), in dessen Gremien er später verschiedene Ämter innehatte. 1921 wurde er für sein Wirken als Lehrer vom preußischen Handelsminister mit dem Professoren-Titel ausgezeichnet (vgl. Titularprofessor). Von 1924 bis 1929 war Biebricher Stadtverordneter in Krefeld für die konservative Deutschnationale Volkspartei.
August Biebricher starb rund drei Wochen nach seinem 54. Geburtstag an Komplikationen nach einer Operation.

## Bauten und Entwürfe
(unvollständig)

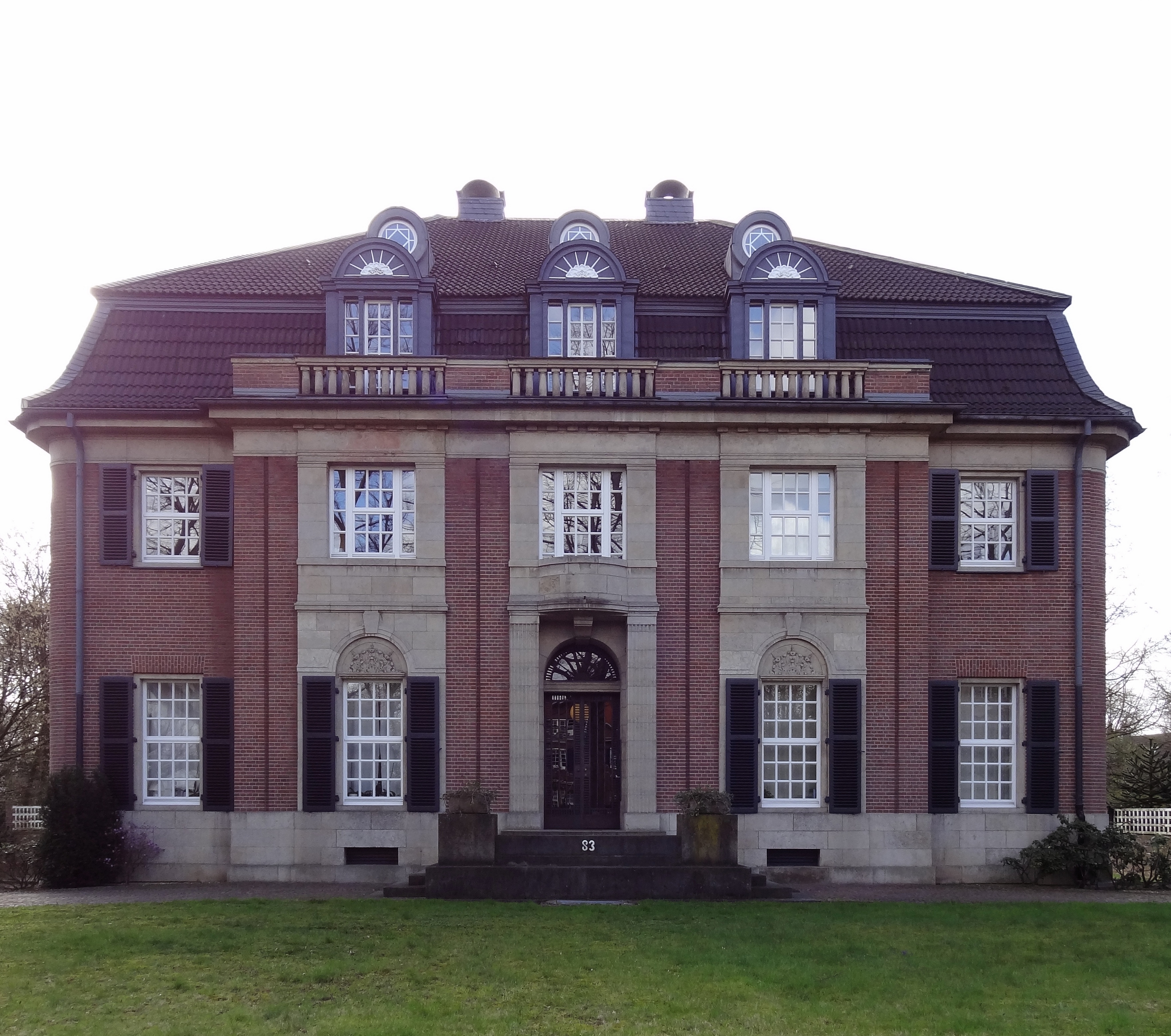
Krefeld, Wilhelmshofallee 83

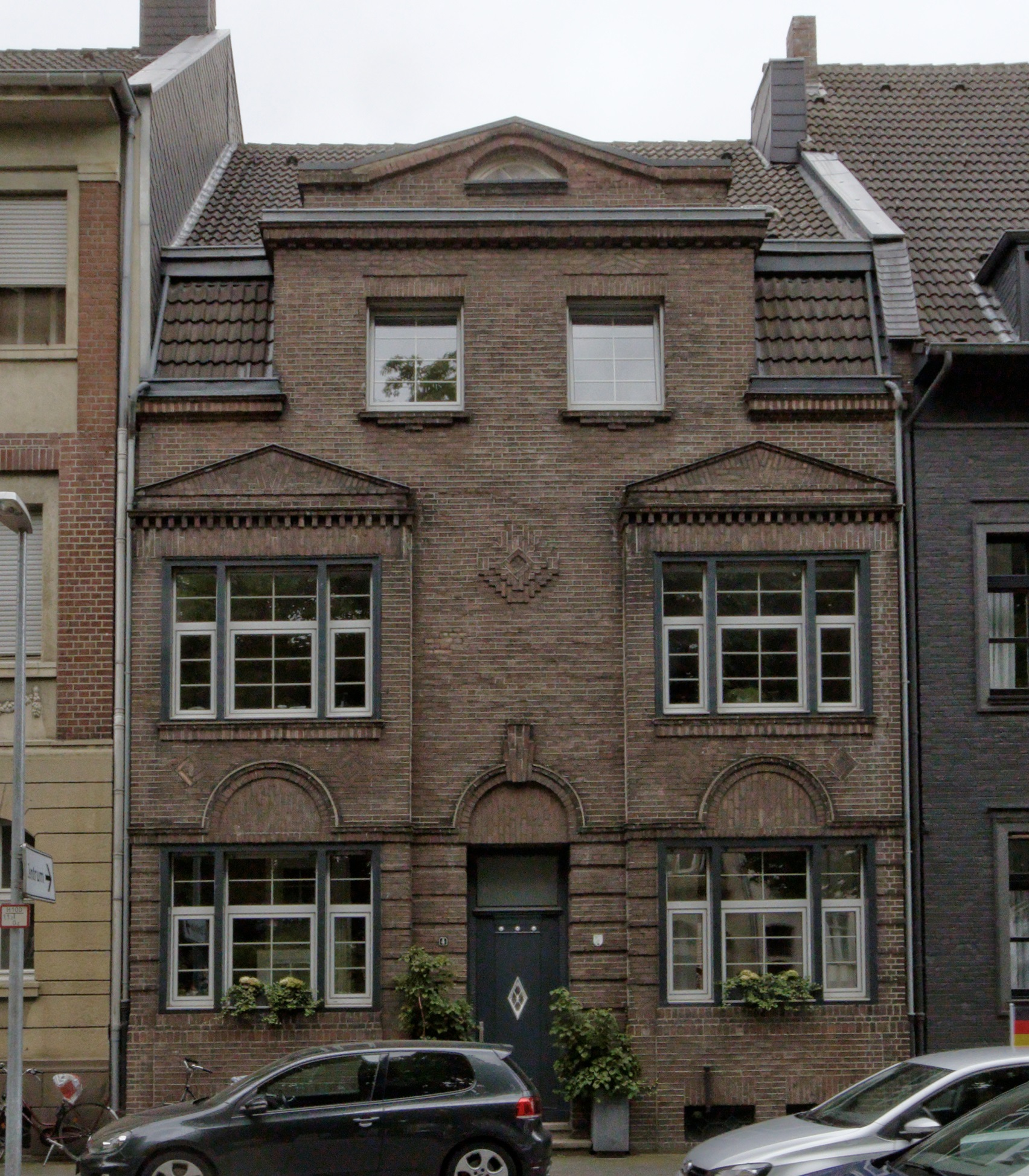
Krefeld, Hohenzollernstraße 4

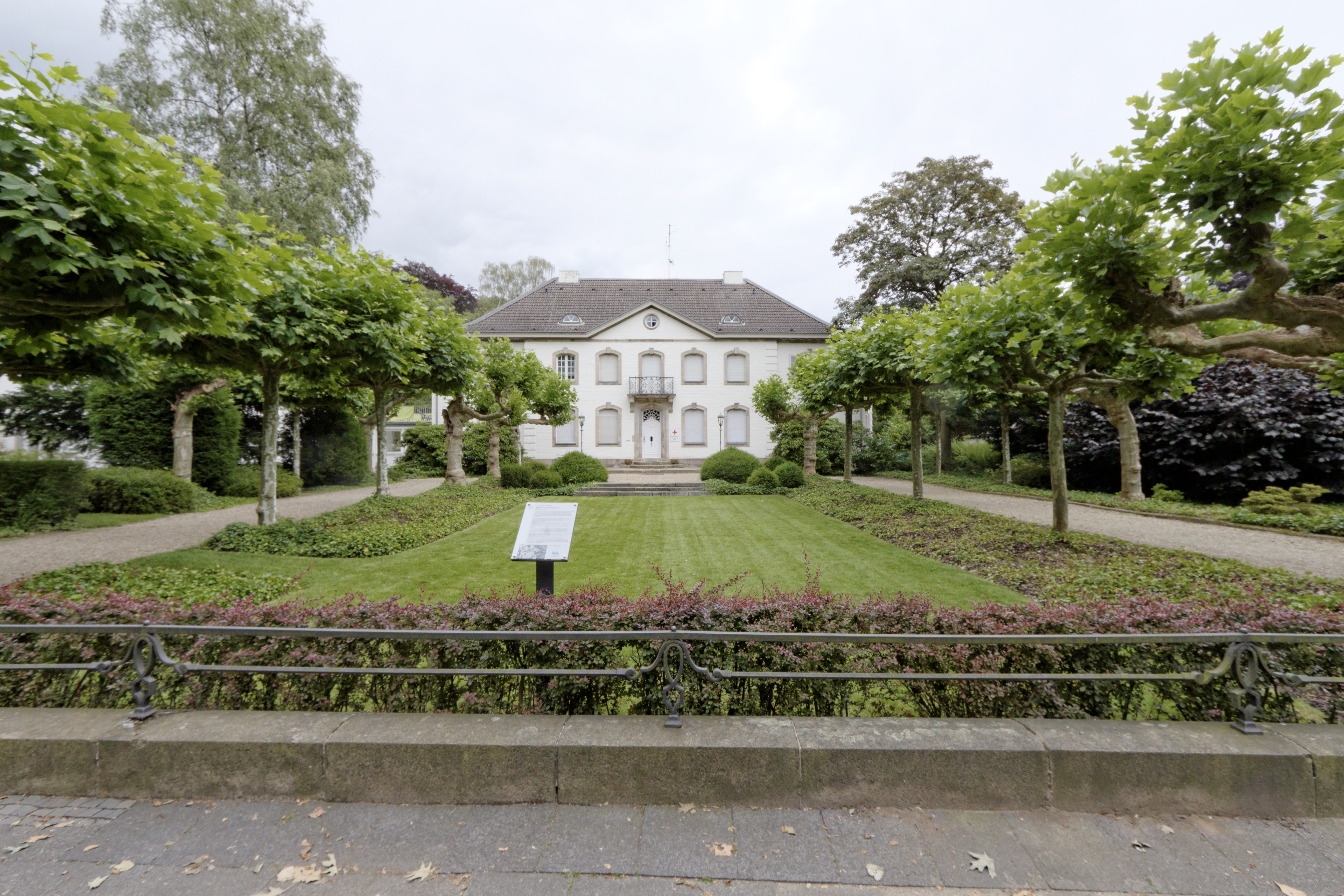
Krefeld, Haus Rudolf Oetker (Textilfabrikant), Hohenzollernstraße 91

- 1906: Tribünenbau für den Besuch des Kaisers in Krefeld (nicht erhalten)
- 1907: Wohnhaus für den Seidenfabrikanten Walter von Scheven in Krefeld, Wilhelmshofallee 84 (unter Denkmalschutz)
- 1909: Brunnen in (Krefeld-) Bockum, Bockumer Platz (nicht erhalten)
- 1910: Wohnhaus für Heinrich Tittgen in Krefeld, Eichendorffstraße 36 (unter Denkmalschutz)
- 1910(?): Wohnhaus für Konrad Bauche in Krefeld, Eichendorffstraße 30
- 1911: diverse Bauten der Gewerbe-, Industrie- und Kunstausstellung Krefeld 1911 (nicht erhalten)
- 1911: Gestaltung der Ausstellung des Deutschen Werkbunds der Gewerbe-, Industrie- und Kunstausstellung Krefeld im Kaiser-Wilhelm-Museum
- 1911–1912: Wohnhaus für Carl Clauss in Krefeld, Wilhelmshofallee 83 (unter Denkmalschutz)
- 1912–1913: Wohnhaus für Paul Oetker in Krefeld, Hohenzollernstraße 69
- 1912–1913: Wohnhaus für Eisfeller in (Wuppertal-) Elberfeld, Ronsdorfer Straße 190 (nicht erhalten)
- 1912–1913 und 1922: Gestaltung der Tribünen und anderer Bauten der Galopprennbahn in Krefeld, Hüttenallee / An der Rennbahn (technische Planung durch das Büro Stein & Ziedorn in Köln)
- 1912–1915: Realgymnasium bzw. „Moltke-Gymnasium“ (heutiges Gymnasium am Moltkeplatz) in Krefeld (unter Denkmalschutz)
- 1913: Wohnhaus für Gustav de Greiff in Krefeld, Hohenzollernstraße 21
- 1913: Büro- und Geschäftshaus der Elberfelder Handels- & Export-Maatschappij (Büven & Eisfeller) in Amsterdam (Niederlande), Nieuwezijds Voorburgwal 56A T/M G (vormals Hausnummer 60, unter Denkmalschutz)
- 1913 und 1921(?): Wohnhaus für Fritz Junkers in (Krefeld-) Hüls, Hülser Berg, Talring 130 (verändert)
- 1913–1914: Umbau eines Wohnhauses für Paul Rottmann in Hagen-Dahl, Zum Bollwerk 23
- 1913–1914: Fabrikgebäude der Seidenwarenfabrik G. Hollender Söhne in Krefeld, Weggenhofstraße 9
- 1913–1915: Wohnhaus für den Textilfabrikanten Siegfried Braunschweig in Bocholt (Westf.), Bahnhofstraße 7 (verändert)
- 1914: Wohnhaus für Paul Eisfeller in (Wuppertal-) Elberfeld, Zooviertel, Hubertusallee 8
- 1914: „Stadtpark-Restaurant“ in (Krefeld-) Uerdingen, Nikolaus-Groß-Straße 4
- 1914: „Kleines Gehöft“ im „Niederrheinischen Dorf“, Deutsche Werkbund-Ausstellung Köln 1914 (nicht erhalten)
- 1918: Verkaufspavillon einer Tankstelle in Krefeld, Deutscher Ring (nicht erhalten)
- 1921: Wohnbebauung „Siedlung Neuer Weg“ (?) in Krefeld, Neuer Weg 43–70 / Schroersstraße 1–10
- 1922: Entwurf zum Umbau der Sparkasse in Süchteln
- 1922–1923: Wohnhaus für Max Lütten in Krefeld, Roonstraße 87
- 1923–1924: Wohnhausgruppe in Krefeld, Gutenbergstraße 90–112
- 1925: Café-Restaurant „Parkhof“ in Krefeld, Ostwall 190
- 1925–1926: Landwirtschaftsschule des Landkreises Moers in Rheinberg, Dr.-Wittrup-Straße 8
- vor 1926: Wohnhausgruppe in Krefeld, Am Hohen Haus 10–20 (nur teilweise erhalten)
- 1926: Entwurf für den Kirchplatz in (Moers-) Repelen
- 1926: Wohnhaus für Fritz Sinn in Krefeld, Schönwasserstraße 60 (unter Denkmalschutz)
- 1926: Wohn- und Geschäftshaus in Xanten, Markt 5
- 1926: Wohnhaus für Dr. Rudolf Kölling in Krefeld, Hohenzollernstraße 4 (unter Denkmalschutz)
- 1927–1928: Wohnhaus für den Textilfabrikanten Rudolf Oetker in Krefeld, Hohenzollernstraße 91 (unter Denkmalschutz)
- 1928: Umbau eines Gebäudes für die Konsum- und Produktivgenossenschaft „Niederrhein“ eGmbH in Krefeld, Hülser Straße 129 (nicht erhalten)
- um 1930: Wohnhaus für H. Janssen in Krefeld, Richard-Wagner-Straße 49 (nicht erhalten)
- 1930–1932: Volksschule in Krefeld, am Danziger Platz (unter Denkmalschutz)